# Liste der Denkmalensembles in Artern
Die Liste der Denkmalensembles in Artern ist eine Teilliste der Liste der Kulturdenkmale in Artern und umfasst die als Ensembles erfassten Kulturdenkmale in der thüringischen Stadt Artern.
Die Angaben in der Liste ersetzen nicht die rechtsverbindliche Auskunft der zuständigen Denkmalschutzbehörde.

## Legende
- Bild: zeigt ein Bild des Kulturdenkmals und gegebenenfalls einen Link zu weiteren Fotos des Kulturdenkmals im Medienarchiv Wikimedia Commons
- Bezeichnung: Name, Bezeichnung oder die Art des Kulturdenkmals
- Lage: Wenn vorhanden Straßenname und Hausnummer des Kulturdenkmals; Grundsortierung der Liste erfolgt nach dieser Adresse. Der Link Karte führt zu verschiedenen Kartendarstellungen und nennt die Koordinaten des Kulturdenkmals.
 Kartenansicht, um Koordinaten zu setzen – in dieser Kartenansicht sind Kulturdenkmale ohne Koordinaten mit einem roten bzw. orangen Marker dargestellt und können in der Karte gesetzt werden. Kulturdenkmale ohne Bild sind mit einem blauen bzw. roten Marker gekennzeichnet, Kulturdenkmale mit Bild mit einem grünen bzw. orangen Marker.
- Datierung: gibt das Jahr der Fertigstellung beziehungsweise das Datum der Erstnennung oder den Zeitraum der Errichtung an
- Beschreibung: bauliche und geschichtliche Einzelheiten des Kulturdenkmals, vorzugsweise die Denkmaleigenschaften
- ID: Die ID identifiziert das Kulturdenkmal eindeutig. In Thüringen sind aktuell keine IDs veröffentlicht. In der ID-Spalte kann sich auch folgendes Icon  befinden, dies führt zu Angaben zu diesem Kulturdenkmal bei Wikidata.

## Gruppen baulicher Anlagen

### Gruppe: Altstadt – Artern
Die Gruppe „Altstadt – Artern“ hat die ID 365.220.9926 und besteht aus den Teilobjekten (TO):
| - TO 1 – Breite Gasse - TO 2 – Dunkle Straße - TO 3 – Gabelstraße - TO 4 – Gerade Straße - TO 5 – Geschwister-Scholl-Platz - TO 6 – Grabenstraße - TO 7 – Krumme Straße - TO 8 – Leipziger Straße - TO 9 – Neue Straße | - TO 10 – Querstraße - TO 11 – Ritterstraße - TO 12 – Salzdamm - TO 13 – Schenkstraße - TO 14 – Solsteg - TO 15 – Tränkstraße - TO 16 – An der Veitskirche - TO 17 – Werther Straße |

| Bild                                    | Bezeichnung               | Lage                        | Datierung | Beschreibung                                                                  | ID           |
| --------------------------------------- | ------------------------- | --------------------------- | --------- | ----------------------------------------------------------------------------- | ------------ |
| Direkt Bild zu diesem Denkmal hochladen | Parkplatz                 | Breite Gasse 1              |           |                                                                               | 365.220.1180 |
| Direkt Bild zu diesem Denkmal hochladen | Wohngrundstück            | Breite Gasse 2              |           |                                                                               | 365.220.1181 |
| Direkt Bild zu diesem Denkmal hochladen | Wohngrundstück            | Breite Gasse 3              |           |                                                                               | 365.220.1182 |
| Direkt Bild zu diesem Denkmal hochladen | Wohngrundstück            | Breite Gasse 4              |           |                                                                               | 365.220.1183 |
| Direkt Bild zu diesem Denkmal hochladen | Wohngrundstück            | Breite Gasse 5              |           |                                                                               | 365.220.1184 |
| Direkt Bild zu diesem Denkmal hochladen | Wohngrundstück            | Breite Gasse 6              |           |                                                                               | 365.220.1185 |
| Direkt Bild zu diesem Denkmal hochladen | Freifläche                | Breite Gasse                |           | Flurstück 14-21/95                                                            | 365.220.1186 |
| Direkt Bild zu diesem Denkmal hochladen | Straße                    | Breite Gasse                |           | Flurstück 14-380                                                              | 365.220.1187 |
| Direkt Bild zu diesem Denkmal hochladen | Wohngrundstück            | Dunkle Straße 1a + 1b       |           |                                                                               | 365.220.1188 |
| Direkt Bild zu diesem Denkmal hochladen | Wohngrundstück            | Dunkle Straße 2             |           |                                                                               | 365.220.1189 |
| Direkt Bild zu diesem Denkmal hochladen | Wohngrundstück            | Dunkle Straße 3             |           |                                                                               | 365.220.1190 |
| Direkt Bild zu diesem Denkmal hochladen | Freifläche                | Dunkle Straße               |           | Flurstück 14-21/407                                                           | 365.220.1191 |
| Direkt Bild zu diesem Denkmal hochladen | Straße                    | Dunkle Straße               |           | Flurstück 14-374                                                              | 365.220.1192 |
| Direkt Bild zu diesem Denkmal hochladen | Wohngrundstück            | Gabelstraße 1               |           |                                                                               | 365.220.1193 |
| Direkt Bild zu diesem Denkmal hochladen | Wohngrundstück            | Gabelstraße 2               |           |                                                                               | 365.220.1194 |
| Direkt Bild zu diesem Denkmal hochladen | Wohngrundstück            | Gabelstraße 3               |           |                                                                               | 365.220.1195 |
| Direkt Bild zu diesem Denkmal hochladen | Wohngrundstück            | Gabelstraße 4               |           |                                                                               | 365.220.1196 |
| Direkt Bild zu diesem Denkmal hochladen | Wohngrundstück            | Gabelstraße 5               |           |                                                                               | 365.220.1197 |
| Direkt Bild zu diesem Denkmal hochladen | Wohngrundstück            | Gabelstraße 6               |           |                                                                               | 365.220.1198 |
| Direkt Bild zu diesem Denkmal hochladen | Wohngrundstück            | Gabelstraße 7               |           |                                                                               | 365.220.1199 |
| Direkt Bild zu diesem Denkmal hochladen | Wohngrundstück            | Gabelstraße 8               |           |                                                                               | 365.220.1200 |
| Direkt Bild zu diesem Denkmal hochladen | Wohngrundstück            | Gabelstraße 9               |           |                                                                               | 365.220.1201 |
| Direkt Bild zu diesem Denkmal hochladen | Wohngrundstück            | Gabelstraße 10              |           |                                                                               | 365.220.1202 |
| Direkt Bild zu diesem Denkmal hochladen | Wohngrundstück            | Gabelstraße 11              |           |                                                                               | 365.220.1203 |
| Direkt Bild zu diesem Denkmal hochladen | Wohngrundstück            | Gabelstraße 12              |           |                                                                               | 365.220.1204 |
| Direkt Bild zu diesem Denkmal hochladen | Wohngrundstück            | Gabelstraße 13              |           |                                                                               | 365.220.1205 |
| Direkt Bild zu diesem Denkmal hochladen | Wohngrundstück            | Gabelstraße 14              |           |                                                                               | 365.220.1206 |
| Direkt Bild zu diesem Denkmal hochladen | Grünanlage                | Gabelstraße                 |           | Flurstück 4-163                                                               | 365.220.1207 |
| Direkt Bild zu diesem Denkmal hochladen | Wohngrundstück            | Gabelstraße 16              |           |                                                                               | 365.220.1208 |
| Direkt Bild zu diesem Denkmal hochladen | Wohngrundstück            | Gabelstraße 17              |           |                                                                               | 365.220.1209 |
| Direkt Bild zu diesem Denkmal hochladen | Wohngrundstück            | Gabelstraße 18              |           |                                                                               | 365.220.1210 |
| Direkt Bild zu diesem Denkmal hochladen | Wohngrundstück            | Gabelstraße 19              |           |                                                                               | 365.220.1211 |
| Direkt Bild zu diesem Denkmal hochladen | Wohngrundstück            | Gabelstraße 20              |           |                                                                               | 365.220.1212 |
| Direkt Bild zu diesem Denkmal hochladen | Wohngrundstück            | Gabelstraße 21              |           |                                                                               | 365.220.1213 |
| Direkt Bild zu diesem Denkmal hochladen | Wohngrundstück            | Gabelstraße 22              |           |                                                                               | 365.220.1214 |
| Direkt Bild zu diesem Denkmal hochladen | Wohngrundstück            | Gabelstraße 23              |           |                                                                               | 365.220.1215 |
| Direkt Bild zu diesem Denkmal hochladen | Wohngrundstück            | Gabelstraße 24              |           |                                                                               | 365.220.1216 |
| Direkt Bild zu diesem Denkmal hochladen | Wohngrundstück            | Gabelstraße 25              |           |                                                                               | 365.220.1217 |
| Direkt Bild zu diesem Denkmal hochladen | Wohngrundstück            | Gabelstraße 26              |           |                                                                               | 365.220.1218 |
| Direkt Bild zu diesem Denkmal hochladen | Wohngrundstück            | Gabelstraße 27              |           |                                                                               | 365.220.1219 |
| Direkt Bild zu diesem Denkmal hochladen | Wohngrundstück            | Gabelstraße 28              |           |                                                                               | 365.220.1220 |
| Direkt Bild zu diesem Denkmal hochladen | Wohngrundstück            | Gabelstraße 29              |           |                                                                               | 365.220.1221 |
| Direkt Bild zu diesem Denkmal hochladen | Handel und Dienstleistung | Gabelstraße                 |           | Flurstück 14-21/139                                                           | 365.220.1222 |
| Direkt Bild zu diesem Denkmal hochladen | Handel und Dienstleistung | Gabelstraße                 |           | Flurstück 14-21/140                                                           | 365.220.1223 |
| Direkt Bild zu diesem Denkmal hochladen | Straße                    | Gabelstraße                 |           | Flurstück 14-378                                                              | 365.220.1224 |
| Direkt Bild zu diesem Denkmal hochladen | Straße                    | Gerade Straße               |           | Flurstück 14-384                                                              | 365.220.1291 |
| Direkt Bild zu diesem Denkmal hochladen | Wohnbaufläche             | Gerade Straße 1             |           |                                                                               | 365.220.1292 |
| Direkt Bild zu diesem Denkmal hochladen | Wohnbaufläche             | Gerade Straße 2             |           |                                                                               | 365.220.1293 |
| Direkt Bild zu diesem Denkmal hochladen | Wohnbaufläche             | Gerade Straße 3             |           |                                                                               | 365.220.1294 |
| Direkt Bild zu diesem Denkmal hochladen | Wohnbaufläche             | Gerade Straße 4             |           |                                                                               | 365.220.1295 |
| Direkt Bild zu diesem Denkmal hochladen | Wohnbaufläche             | Gerade Straße 5             |           |                                                                               | 365.220.1296 |
| Direkt Bild zu diesem Denkmal hochladen | Wohnbaufläche             | Gerade Straße 6             |           |                                                                               | 365.220.1297 |
| Direkt Bild zu diesem Denkmal hochladen | Wohnbaufläche             | Gerade Straße 7             |           |                                                                               | 365.220.1298 |
| Direkt Bild zu diesem Denkmal hochladen | Wohnbaufläche             | Gerade Straße 8             |           |                                                                               | 365.220.1299 |
| Direkt Bild zu diesem Denkmal hochladen | Wohnbaufläche             | Gerade Straße 9             |           |                                                                               | 365.220.1300 |
| Direkt Bild zu diesem Denkmal hochladen | Wohnbaufläche             | Gerade Straße 10            |           |                                                                               | 365.220.1301 |
| Direkt Bild zu diesem Denkmal hochladen | Wohnbaufläche             | Gerade Straße 11            |           |                                                                               | 365.220.1302 |
| Direkt Bild zu diesem Denkmal hochladen | Wohnbaufläche             | Gerade Straße 12            |           |                                                                               | 365.220.1303 |
| Direkt Bild zu diesem Denkmal hochladen | Wohnbaufläche             | Gerade Straße 13            |           |                                                                               | 365.220.1304 |
| Direkt Bild zu diesem Denkmal hochladen | Wohnbaufläche             | Gerade Straße 14            |           |                                                                               | 365.220.1305 |
| Direkt Bild zu diesem Denkmal hochladen | Industrie und Gewerbe     | Gerade Straße 15            |           |                                                                               | 365.220.1306 |
| Direkt Bild zu diesem Denkmal hochladen | Wohnbaufläche             | Geschwister-Scholl-Platz    |           | Flurstück 4-21/316                                                            | 365.220.1363 |
| Direkt Bild zu diesem Denkmal hochladen | Wohnbaufläche             | Geschwister-Scholl-Platz    |           | Flurstück 4-21/318                                                            | 365.220.1364 |
| Direkt Bild zu diesem Denkmal hochladen | Weg                       | Geschwister-Scholl-Platz    |           | Flurstück 4-21/451                                                            | 365.220.1365 |
| Direkt Bild zu diesem Denkmal hochladen | Wohnbaufläche             | Geschwister-Scholl-Platz 1  |           |                                                                               | 365.220.1366 |
| Direkt Bild zu diesem Denkmal hochladen | Mischnutzung mit Wohnen   | Geschwister-Scholl-Platz 2  |           |                                                                               | 365.220.1367 |
| Direkt Bild zu diesem Denkmal hochladen | Mischnutzung mit Wohnen   | Geschwister-Scholl-Platz 3  |           |                                                                               | 365.220.1368 |
| Direkt Bild zu diesem Denkmal hochladen | Wohnbaufläche             | Geschwister-Scholl-Platz 4  |           |                                                                               | 365.220.1369 |
| Direkt Bild zu diesem Denkmal hochladen | Wohnbaufläche             | Geschwister-Scholl-Platz 5  |           |                                                                               | 365.220.1370 |
| Direkt Bild zu diesem Denkmal hochladen | Wohnbaufläche             | Geschwister-Scholl-Platz 6  |           |                                                                               | 365.220.1371 |
| Direkt Bild zu diesem Denkmal hochladen | Wohnbaufläche             | Geschwister-Scholl-Platz 7  |           |                                                                               | 365.220.1372 |
| Direkt Bild zu diesem Denkmal hochladen | Mischnutzung mit Wohnen   | Geschwister-Scholl-Platz 8  |           |                                                                               | 365.220.1373 |
| Direkt Bild zu diesem Denkmal hochladen | Wohnbaufläche             | Geschwister-Scholl-Platz 9  |           |                                                                               | 365.220.1374 |
| Direkt Bild zu diesem Denkmal hochladen | Wohnbaufläche             | Geschwister-Scholl-Platz 10 |           |                                                                               | 365.220.1375 |
| Direkt Bild zu diesem Denkmal hochladen | Wohnbaufläche             | Geschwister-Scholl-Platz 11 |           |                                                                               | 365.220.1376 |
| Direkt Bild zu diesem Denkmal hochladen | Mischnutzung              | Geschwister-Scholl-Platz 12 |           |                                                                               | 365.220.1377 |
| Direkt Bild zu diesem Denkmal hochladen | Mischnutzung              | Geschwister-Scholl-Platz 13 |           |                                                                               | 365.220.1378 |
| Direkt Bild zu diesem Denkmal hochladen | Mischnutzung              | Geschwister-Scholl-Platz 14 |           |                                                                               | 365.220.1379 |
| Direkt Bild zu diesem Denkmal hochladen | Mischnutzung              | Geschwister-Scholl-Platz 15 |           |                                                                               | 365.220.1380 |
| Direkt Bild zu diesem Denkmal hochladen | Grünanlage/Parkfläche     | Grabenstraße                |           | Flurstück 14-21/632                                                           | 365.220.1307 |
| Direkt Bild zu diesem Denkmal hochladen | Straße                    | Grabenstraße                |           | Flurstück 4-383                                                               | 365.220.1308 |
| Fotos hochladen                         | Wohnbaufläche             | Grabenstraße 1 (Karte)      |           |                                                                               | 365.220.1309 |
| Direkt Bild zu diesem Denkmal hochladen | Wohnbaufläche             | Grabenstraße 2              |           |                                                                               | 365.220.1310 |
| Direkt Bild zu diesem Denkmal hochladen | Wohnbaufläche             | Grabenstraße 3              |           |                                                                               | 365.220.1311 |
| Direkt Bild zu diesem Denkmal hochladen | Wohnbaufläche             | Grabenstraße 4+5            |           |                                                                               | 365.220.1312 |
| Direkt Bild zu diesem Denkmal hochladen | Wohnbaufläche             | Grabenstraße 6              |           |                                                                               | 365.220.1313 |
| Direkt Bild zu diesem Denkmal hochladen | Wohnbaufläche             | Grabenstraße 7              |           |                                                                               | 365.220.1314 |
| Direkt Bild zu diesem Denkmal hochladen | Wohnbaufläche             | Grabenstraße 8              |           |                                                                               | 365.220.1315 |
| Direkt Bild zu diesem Denkmal hochladen | Industrie und Gewerbe     | Grabenstraße 9              |           |                                                                               | 365.220.1316 |
| Direkt Bild zu diesem Denkmal hochladen | Wohnbaufläche             | Grabenstraße 10             |           |                                                                               | 365.220.1317 |
| Direkt Bild zu diesem Denkmal hochladen | Wohnbaufläche             | Grabenstraße 11             |           |                                                                               | 365.220.1318 |
| Direkt Bild zu diesem Denkmal hochladen | Wohnbaufläche             | Grabenstraße 12             |           |                                                                               | 365.220.1319 |
| Direkt Bild zu diesem Denkmal hochladen | Wohnbaufläche             | Grabenstraße 13             |           |                                                                               | 365.220.1320 |
| Direkt Bild zu diesem Denkmal hochladen | Wohnbaufläche             | Grabenstraße 14             |           |                                                                               | 365.220.1321 |
| Direkt Bild zu diesem Denkmal hochladen | Wohnbaufläche             | Grabenstraße 15             |           |                                                                               | 365.220.1322 |
| Direkt Bild zu diesem Denkmal hochladen | Wohnbaufläche             | Grabenstraße 16             |           |                                                                               | 365.220.1323 |
| Direkt Bild zu diesem Denkmal hochladen | Wohnbaufläche             | Grabenstraße 17             |           |                                                                               | 365.220.1324 |
| Direkt Bild zu diesem Denkmal hochladen | Straße                    | Krumme Straße               |           | Flurstück 14-372                                                              | 365.220.0096 |
| Direkt Bild zu diesem Denkmal hochladen | Wohnbaufläche             | Krumme Straße 1             |           |                                                                               | 365.220.1228 |
| Direkt Bild zu diesem Denkmal hochladen | Wohnbaufläche             | Krumme Straße 2             |           |                                                                               | 365.220.1229 |
| Direkt Bild zu diesem Denkmal hochladen | Wohnbaufläche             | Krumme Straße 3             |           |                                                                               | 365.220.1230 |
| Direkt Bild zu diesem Denkmal hochladen | Wohnbaufläche             | Krumme Straße 6             |           |                                                                               | 365.220.1231 |
| Direkt Bild zu diesem Denkmal hochladen | Wohnbaufläche             | Krumme Straße 7             |           |                                                                               | 365.220.1232 |
| Direkt Bild zu diesem Denkmal hochladen | Wohnbaufläche             | Krumme Straße 8             |           |                                                                               | 365.220.1233 |
| Direkt Bild zu diesem Denkmal hochladen | Wohnbaufläche             | Leipziger Straße 36         |           | zugleich auch Geschwister-Scholl-Platz 36                                     | 365.220.1251 |
| Direkt Bild zu diesem Denkmal hochladen | Gebäude- und Freifläche   | Leipziger Straße 38         |           |                                                                               | 365.220.1252 |
| Direkt Bild zu diesem Denkmal hochladen | Straße                    | Neue Straße                 |           | Flurstück 14-381                                                              | 365.220.1325 |
| Direkt Bild zu diesem Denkmal hochladen | Wohnbaufläche             | Neue Straße 1               |           |                                                                               | 365.220.1326 |
| Direkt Bild zu diesem Denkmal hochladen | Wohnbaufläche             | Neue Straße 2               |           |                                                                               | 365.220.1327 |
| Direkt Bild zu diesem Denkmal hochladen | Wohnbaufläche             | Neue Straße 3               |           |                                                                               | 365.220.1328 |
| Direkt Bild zu diesem Denkmal hochladen | Wohnbaufläche             | Neue Straße 3a              |           |                                                                               | 365.220.1329 |
| Direkt Bild zu diesem Denkmal hochladen | Wohnbaufläche             | Neue Straße 4               |           |                                                                               | 365.220.1330 |
| Direkt Bild zu diesem Denkmal hochladen | Wohnbaufläche             | Neue Straße 5               |           |                                                                               | 365.220.1331 |
| Direkt Bild zu diesem Denkmal hochladen | Wohnbaufläche             | Neue Straße 6               |           |                                                                               | 365.220.1332 |
| Direkt Bild zu diesem Denkmal hochladen | Wohnbaufläche             | Neue Straße 7               |           |                                                                               | 365.220.1333 |
| Direkt Bild zu diesem Denkmal hochladen | Wohnbaufläche             | Neue Straße 8               |           |                                                                               | 365.220.1334 |
| Direkt Bild zu diesem Denkmal hochladen | Wohnbaufläche             | Neue Straße 9               |           |                                                                               | 365.220.1335 |
| Direkt Bild zu diesem Denkmal hochladen | Wohnbaufläche             | Neue Straße 10              |           |                                                                               | 365.220.1336 |
| Direkt Bild zu diesem Denkmal hochladen | Wohnbaufläche             | Neue Straße 11              |           |                                                                               | 365.220.1337 |
| Direkt Bild zu diesem Denkmal hochladen | Wohnbaufläche             | Neue Straße 12              |           |                                                                               | 365.220.1338 |
| Direkt Bild zu diesem Denkmal hochladen | Wohnbaufläche             | Neue Straße 13              |           |                                                                               | 365.220.1339 |
| Direkt Bild zu diesem Denkmal hochladen | Wohnbaufläche             | Neue Straße 14              |           |                                                                               | 365.220.1340 |
| Direkt Bild zu diesem Denkmal hochladen | Wohnbaufläche             | Neue Straße 15              |           |                                                                               | 365.220.1341 |
| Direkt Bild zu diesem Denkmal hochladen | Wohnbaufläche             | Neue Straße 15a             |           |                                                                               | 365.220.1342 |
| Direkt Bild zu diesem Denkmal hochladen | Wohnbaufläche             | Neue Straße 16              |           |                                                                               | 365.220.1343 |
| Direkt Bild zu diesem Denkmal hochladen | Wohnbaufläche             | Neue Straße 17              |           |                                                                               | 365.220.1344 |
| Direkt Bild zu diesem Denkmal hochladen | Wohnbaufläche             | Neue Straße 18              |           |                                                                               | 365.220.1345 |
| Direkt Bild zu diesem Denkmal hochladen | Wohnbaufläche             | Neue Straße 19              |           |                                                                               | 365.220.1346 |
| Direkt Bild zu diesem Denkmal hochladen | Wohnbaufläche             | Neue Straße 20              |           |                                                                               | 365.220.1347 |
| Direkt Bild zu diesem Denkmal hochladen | Wohnbaufläche             | Neue Straße 21              |           |                                                                               | 365.220.1348 |
| Direkt Bild zu diesem Denkmal hochladen | Wohnbaufläche             | Neue Straße 22              |           |                                                                               | 365.220.1349 |
| Direkt Bild zu diesem Denkmal hochladen | Wohnbaufläche             | Neue Straße 23              |           |                                                                               | 365.220.1350 |
| Direkt Bild zu diesem Denkmal hochladen | Landwirtschaft mit Wohnen | Neue Straße 24              |           |                                                                               | 365.220.1351 |
| Direkt Bild zu diesem Denkmal hochladen | Wohnbaufläche             | Neue Straße 25              |           |                                                                               | 365.220.1352 |
| Direkt Bild zu diesem Denkmal hochladen | Wohnbaufläche             | Neue Straße 26              |           |                                                                               | 365.220.1353 |
| Direkt Bild zu diesem Denkmal hochladen | Wohnbaufläche             | Neue Straße 27              |           |                                                                               | 365.220.1354 |
| Direkt Bild zu diesem Denkmal hochladen | Wohnbaufläche             | Neue Straße 28              |           |                                                                               | 365.220.1355 |
| Direkt Bild zu diesem Denkmal hochladen | Wohnbaufläche             | Neue Straße 29              |           |                                                                               | 365.220.1356 |
| Direkt Bild zu diesem Denkmal hochladen | Mischnutzung mit Wohnen   | Neue Straße 30              |           |                                                                               | 365.220.1357 |
| Direkt Bild zu diesem Denkmal hochladen | Wohnbaufläche             | Neue Straße 31              |           |                                                                               | 365.220.1358 |
| Direkt Bild zu diesem Denkmal hochladen | Wohnbaufläche             | Neue Straße 32              |           |                                                                               | 365.220.1359 |
| Direkt Bild zu diesem Denkmal hochladen | Wohnbaufläche             | Neue Straße 33              |           |                                                                               | 365.220.1360 |
| Direkt Bild zu diesem Denkmal hochladen | Wohnbaufläche             | Neue Straße 34              |           |                                                                               | 365.220.1361 |
| Direkt Bild zu diesem Denkmal hochladen | Wohnbaufläche             | Neue Straße 35              |           |                                                                               | 365.220.1362 |
| Direkt Bild zu diesem Denkmal hochladen | Straße                    | Querstraße                  |           | Flurstück 4-379                                                               | 365.220.1234 |
| Direkt Bild zu diesem Denkmal hochladen | Wohnbaufläche             | Querstraße 1                |           |                                                                               | 365.220.1235 |
| Direkt Bild zu diesem Denkmal hochladen | Wohngrundstück            | Querstraße 2                |           |                                                                               | 365.220.1236 |
| Direkt Bild zu diesem Denkmal hochladen | Wohnbaufläche             | Querstraße 3                |           |                                                                               | 365.220.1237 |
| Direkt Bild zu diesem Denkmal hochladen | Wohngrundstück            | Querstraße 4                |           |                                                                               | 365.220.1238 |
| Direkt Bild zu diesem Denkmal hochladen | Wohngrundstück            | Querstraße 5                |           |                                                                               | 365.220.1239 |
| Direkt Bild zu diesem Denkmal hochladen | Wohnbaufläche             | Querstraße 6                |           |                                                                               | 365.220.1240 |
| Direkt Bild zu diesem Denkmal hochladen | Industrie und Gewerbe     | Ritterstraße                |           | Flurstück 14-21/157                                                           | 365.220.1381 |
| Direkt Bild zu diesem Denkmal hochladen | Mischnutzung mit Wohnen   | Ritterstraße                |           | Flurstück 14-21/205                                                           | 365.220.1382 |
| Direkt Bild zu diesem Denkmal hochladen | Mischnutzung mit Wohnen   | Ritterstraße                |           | Flurstück 14-21/209                                                           | 365.220.1383 |
| Direkt Bild zu diesem Denkmal hochladen | Weg                       | Ritterstraße                |           | Flurstück 14-21/283                                                           | 365.220.1384 |
| Direkt Bild zu diesem Denkmal hochladen | Mischnutzung mit Wohnen   | Ritterstraße                |           | Flurstück 14-21/498                                                           | 365.220.1385 |
| Direkt Bild zu diesem Denkmal hochladen | Mischnutzung mit Wohnen   | Ritterstraße                |           | Flurstück 14-21/499                                                           | 365.220.1386 |
| Direkt Bild zu diesem Denkmal hochladen | Mischnutzung mit Wohnen   | Ritterstraße                |           | Flurstück 14-21/502                                                           | 365.220.1387 |
| Direkt Bild zu diesem Denkmal hochladen | Mischnutzung mit Wohnen   | Ritterstraße                |           | Flurstück 14- 21/504                                                          | 365.220.1388 |
| Direkt Bild zu diesem Denkmal hochladen | Mischnutzung mit Wohnen   | Ritterstraße                |           | Flurstück 14-21/506                                                           | 365.220.1389 |
| Direkt Bild zu diesem Denkmal hochladen | Mischnutzung mit Wohnen   | Ritterstraße                |           | Flurstück 14-21/509                                                           | 365.220.1390 |
| Direkt Bild zu diesem Denkmal hochladen | Mischnutzung mit Wohnen   | Ritterstraße                |           | Flurstück 14-21/510                                                           | 365.220.1391 |
| Direkt Bild zu diesem Denkmal hochladen | Weg                       | Ritterstraße                |           | Flurstück 14-21/511                                                           | 365.220.1392 |
| Direkt Bild zu diesem Denkmal hochladen | Weg                       | Ritterstraße                |           | Flurstück 14-21/513                                                           | 365.220.1393 |
| Direkt Bild zu diesem Denkmal hochladen | Mischnutzung mit Wohnen   | Ritterstraße                |           | Flurstück 14-21/515                                                           | 365.220.1394 |
| Direkt Bild zu diesem Denkmal hochladen | Handel und Dienstleistung | Ritterstraße                |           | Flurstücke 14-21/554,21/553, 21/549                                           | 365.220.1395 |
| Direkt Bild zu diesem Denkmal hochladen | Mischnutzung mit Wohnen   | Ritterstraße                |           | Flurstück 14-509/114                                                          | 365.220.1396 |
| Direkt Bild zu diesem Denkmal hochladen | Straße                    | Ritterstraße                |           | Flurstück 14-371                                                              | 365.220.1397 |
| Direkt Bild zu diesem Denkmal hochladen | Mischnutzung mit Wohnen   | Ritterstraße 1              |           |                                                                               | 365.220.1398 |
| Direkt Bild zu diesem Denkmal hochladen | Wohnbaufläche             | Ritterstraße 2              |           |                                                                               | 365.220.1399 |
| Direkt Bild zu diesem Denkmal hochladen | Wohnbaufläche             | Ritterstraße 3              |           |                                                                               | 365.220.1400 |
| Fotos hochladen                         | Wohnbaufläche             | Ritterstraße 4+5 (Karte)    |           |                                                                               | 365.220.1401 |
| Direkt Bild zu diesem Denkmal hochladen | Wohnbaufläche             | Ritterstraße 9–13           |           |                                                                               | 365.220.1402 |
| Direkt Bild zu diesem Denkmal hochladen | Barockes Gutshaus         | Ritterstraße 14c            |           | wird auch als Einzeldenkmal geführt, siehe Liste der Kulturdenkmale in Artern | 365.220.1403 |
| Direkt Bild zu diesem Denkmal hochladen | Wohnbaufläche             | Ritterstraße 15             |           |                                                                               | 365.220.1404 |
| Direkt Bild zu diesem Denkmal hochladen | Wohnbaufläche/Gartenland  | Ritterstraße 16             |           |                                                                               | 365.220.1405 |
| Direkt Bild zu diesem Denkmal hochladen | Wohnbaufläche/Gartenland  | Ritterstraße 17             |           |                                                                               | 365.220.1406 |
| Direkt Bild zu diesem Denkmal hochladen | Wohnbaufläche/Gartenland  | Ritterstraße 18             |           |                                                                               | 365.220.1407 |
| Direkt Bild zu diesem Denkmal hochladen | Wohngebaufläche           | Ritterstraße 19             |           |                                                                               | 365.220.1408 |
| Direkt Bild zu diesem Denkmal hochladen | Wohnbaufläche             | Ritterstraße 20             |           |                                                                               | 365.220.1409 |
| Direkt Bild zu diesem Denkmal hochladen | Wohnbaufläche             | Ritterstraße 21             |           |                                                                               | 365.220.1410 |
| Direkt Bild zu diesem Denkmal hochladen | Wohnbaufläche             | Ritterstraße 22             |           |                                                                               | 365.220.1411 |
| Direkt Bild zu diesem Denkmal hochladen | Wohnbaufläche             | Ritterstraße 23             |           |                                                                               | 365.220.1412 |
| Direkt Bild zu diesem Denkmal hochladen | Wohnbaufläche             | Ritterstraße 24             |           |                                                                               | 365.220.1413 |
| Direkt Bild zu diesem Denkmal hochladen | Wohnbaufläche             | Ritterstraße 25             |           |                                                                               | 365.220.1414 |
| Direkt Bild zu diesem Denkmal hochladen | Wohnbaufläche             | Ritterstraße 27             |           |                                                                               | 365.220.1415 |
| Direkt Bild zu diesem Denkmal hochladen | Wohnbaufläche             | Ritterstraße 28             |           |                                                                               | 365.220.1416 |
| Direkt Bild zu diesem Denkmal hochladen | Wohnbaufläche             | Ritterstraße 29             |           |                                                                               | 365.220.1417 |
| Direkt Bild zu diesem Denkmal hochladen | Wohnbaufläche             | Ritterstraße 30             |           |                                                                               | 365.220.1418 |
| Direkt Bild zu diesem Denkmal hochladen | Wohnbaufläche             | Ritterstraße 31             |           |                                                                               | 365.220.1419 |
| Direkt Bild zu diesem Denkmal hochladen | Wohnbaufläche             | Ritterstraße 32             |           |                                                                               | 365.220.1420 |
| Direkt Bild zu diesem Denkmal hochladen | Wohnbaufläche             | Ritterstraße 33             |           |                                                                               | 365.220.1421 |
| Direkt Bild zu diesem Denkmal hochladen | Wohnbaufläche             | Ritterstraße 34             |           |                                                                               | 365.220.1422 |
| Direkt Bild zu diesem Denkmal hochladen | Wohnbaufläche             | Ritterstraße 35             |           |                                                                               | 365.220.1423 |
| Direkt Bild zu diesem Denkmal hochladen | Wohnbaufläche             | Ritterstraße 36             |           |                                                                               | 365.220.1424 |
| Direkt Bild zu diesem Denkmal hochladen | Wohnbaufläche             | Ritterstraße 37             |           |                                                                               | 365.220.1425 |
| Direkt Bild zu diesem Denkmal hochladen | Wohnbaufläche             | Ritterstraße 38             |           |                                                                               | 365.220.1426 |
| Direkt Bild zu diesem Denkmal hochladen | Wohnbaufläche             | Ritterstraße 39             |           |                                                                               | 365.220.1427 |
| Direkt Bild zu diesem Denkmal hochladen | Wohnbaufläche             | Ritterstraße 40             |           |                                                                               | 365.220.1428 |
| Direkt Bild zu diesem Denkmal hochladen | Wohnbaufläche             | Ritterstraße 41             |           |                                                                               | 365.220.1429 |
| Direkt Bild zu diesem Denkmal hochladen | Wohnbaufläche             | Ritterstraße 42             |           |                                                                               | 365.220.1430 |
| Direkt Bild zu diesem Denkmal hochladen | Wohnbaufläche             | Ritterstraße 43             |           |                                                                               | 365.220.1431 |
| Direkt Bild zu diesem Denkmal hochladen | Wohnbaufläche             | Ritterstraße 44             |           |                                                                               | 365.220.1432 |
| Direkt Bild zu diesem Denkmal hochladen | Wohnbaufläche             | Ritterstraße 45             |           |                                                                               | 365.220.1433 |
| Direkt Bild zu diesem Denkmal hochladen | Wohnbaufläche             | Ritterstraße 46             |           |                                                                               | 365.220.1434 |
| Direkt Bild zu diesem Denkmal hochladen | Wohnbaufläche             | Ritterstraße 47             |           |                                                                               | 365.220.1435 |
| Direkt Bild zu diesem Denkmal hochladen | Wohnbaufläche             | Ritterstraße 48             |           |                                                                               | 365.220.1436 |
| Direkt Bild zu diesem Denkmal hochladen | Wohnbaufläche             | Ritterstraße 49             |           |                                                                               | 365.220.1437 |
| Direkt Bild zu diesem Denkmal hochladen | Wohnbaufläche             | Ritterstraße 50             |           |                                                                               | 365.220.1438 |
| Direkt Bild zu diesem Denkmal hochladen | Wohnbaufläche             | Ritterstraße 51             |           |                                                                               | 365.220.1439 |
| Direkt Bild zu diesem Denkmal hochladen | Wohnbaufläche             | Ritterstraße 52             |           |                                                                               | 365.220.1440 |
| Direkt Bild zu diesem Denkmal hochladen | Wohnbaufläche             | Ritterstraße 53             |           |                                                                               | 365.220.1441 |
| Direkt Bild zu diesem Denkmal hochladen | Wohnbaufläche             | Ritterstraße 54             |           |                                                                               | 365.220.1442 |
| Direkt Bild zu diesem Denkmal hochladen | Wohnbaufläche             | Salzdamm                    |           | Flurstücke 14-21/150,14-21/151                                                | 365.220.1443 |
| Direkt Bild zu diesem Denkmal hochladen | Wohnbaufläche             | Salzdamm                    |           | Flurstück 14-21/153                                                           | 365.220.1444 |
| Direkt Bild zu diesem Denkmal hochladen | Wohnbaufläche             | Salzdamm                    |           | Flurstück 14-21/154                                                           | 365.220.1445 |
| Direkt Bild zu diesem Denkmal hochladen | Wohnbaufläche             | Salzdamm                    |           | Flurstücke 14-22/2, 14-22/3                                                   | 365.220.1446 |
| Direkt Bild zu diesem Denkmal hochladen | Wohnbaufläche             | Salzdamm                    |           | Flurstück 14-307/102                                                          | 365.220.1447 |
| Direkt Bild zu diesem Denkmal hochladen | Wohnbaufläche             | Salzdamm                    |           | Flurstücke 14-370, 14-290/1                                                   | 365.220.1448 |
| Direkt Bild zu diesem Denkmal hochladen | Wohnbaufläche             | Salzdamm 1                  |           |                                                                               | 365.220.1449 |
| Direkt Bild zu diesem Denkmal hochladen | Wohnbaufläche             | Salzdamm 2                  |           |                                                                               | 365.220.1450 |
| Direkt Bild zu diesem Denkmal hochladen | Wohnbaufläche             | Salzdamm 3                  |           |                                                                               | 365.220.1451 |
| Direkt Bild zu diesem Denkmal hochladen | Wohnbaufläche             | Salzdamm 4                  |           |                                                                               | 365.220.1452 |
| Direkt Bild zu diesem Denkmal hochladen | Wohnbaufläche             | Salzdamm 5                  |           |                                                                               | 365.220.1453 |
| Direkt Bild zu diesem Denkmal hochladen | Wohnbaufläche             | Salzdamm 6                  |           |                                                                               | 365.220.1454 |
| Direkt Bild zu diesem Denkmal hochladen | Wohnbaufläche             | Salzdamm 7                  |           |                                                                               | 365.220.1455 |
| Direkt Bild zu diesem Denkmal hochladen | Industrie und Gewerbe     | Salzdamm 8                  |           |                                                                               | 365.220.1456 |
| Direkt Bild zu diesem Denkmal hochladen | Wohnbaufläche             | Salzdamm 9                  |           |                                                                               | 365.220.1457 |
| Direkt Bild zu diesem Denkmal hochladen | Wohnbaufläche             | Salzdamm 10                 |           |                                                                               | 365.220.1458 |
| Direkt Bild zu diesem Denkmal hochladen | Wohnbaufläche             | Salzdamm 11                 |           |                                                                               | 365.220.1459 |
| Direkt Bild zu diesem Denkmal hochladen | Wohnbaufläche             | Salzdamm 12                 |           |                                                                               | 365.220.1460 |
| Direkt Bild zu diesem Denkmal hochladen | Wohnbaufläche             | Salzdamm 13                 |           |                                                                               | 365.220.1461 |
| Direkt Bild zu diesem Denkmal hochladen | Wohnbaufläche             | Salzdamm 14                 |           |                                                                               | 365.220.1462 |
| Direkt Bild zu diesem Denkmal hochladen | Wohnbaufläche             | Salzdamm 15                 |           |                                                                               | 365.220.1463 |
| Direkt Bild zu diesem Denkmal hochladen | Wohnbaufläche             | Salzdamm 17                 |           |                                                                               | 365.220.1464 |
| Direkt Bild zu diesem Denkmal hochladen | Wohnbaufläche             | Salzdamm 18                 |           |                                                                               | 365.220.1465 |
| Direkt Bild zu diesem Denkmal hochladen | Wohnbaufläche             | Salzdamm 19                 |           |                                                                               | 365.220.1466 |
| Direkt Bild zu diesem Denkmal hochladen | Wohnbaufläche             | Salzdamm 20                 |           |                                                                               | 365.220.1467 |
| Direkt Bild zu diesem Denkmal hochladen | Wohnbaufläche             | Salzdamm 21                 |           |                                                                               | 365.220.1468 |
| Direkt Bild zu diesem Denkmal hochladen | Wohnbaufläche             | Salzdamm 22                 |           |                                                                               | 365.220.1469 |
| Direkt Bild zu diesem Denkmal hochladen | Wohnbaufläche             | Salzdamm 23                 |           |                                                                               | 365.220.1470 |
| Direkt Bild zu diesem Denkmal hochladen | Wohnbaufläche             | Salzdamm 25                 |           |                                                                               | 365.220.1471 |
| Direkt Bild zu diesem Denkmal hochladen | Wohnbaufläche             | Salzdamm 26                 |           |                                                                               | 365.220.1472 |
| Direkt Bild zu diesem Denkmal hochladen | Wohnbaufläche             | Salzdamm 27                 |           |                                                                               | 365.220.1473 |
| Direkt Bild zu diesem Denkmal hochladen | Wohn- und Geschäftshaus   | Salzdamm 28                 |           |                                                                               | 365.220.1474 |
| Direkt Bild zu diesem Denkmal hochladen | Wohnbaufläche             | Salzdamm 29                 |           |                                                                               | 365.220.1475 |
| Direkt Bild zu diesem Denkmal hochladen | Wohnbaufläche             | Salzdamm 30                 |           |                                                                               | 365.220.1476 |
| Direkt Bild zu diesem Denkmal hochladen | Wohnbaufläche             | Salzdamm 31                 |           |                                                                               | 365.220.1477 |
| Direkt Bild zu diesem Denkmal hochladen | Wohnbaufläche             | Salzdamm 32                 |           |                                                                               | 365.220.1478 |
| Direkt Bild zu diesem Denkmal hochladen | Wohnbaufläche             | Salzdamm 33                 |           |                                                                               | 365.220.1479 |
| Direkt Bild zu diesem Denkmal hochladen | Wohnbaufläche             | Salzdamm 34                 |           |                                                                               | 365.220.1480 |
| Direkt Bild zu diesem Denkmal hochladen | Wohnbaufläche             | Salzdamm 35                 |           |                                                                               | 365.220.1481 |
| Direkt Bild zu diesem Denkmal hochladen | Wohnbaufläche             | Salzdamm 35a                |           |                                                                               | 365.220.1482 |
| Direkt Bild zu diesem Denkmal hochladen | Wohnbaufläche             | Salzdamm 36                 |           |                                                                               | 365.220.1483 |
| Direkt Bild zu diesem Denkmal hochladen | Wohnbaufläche             | Salzdamm 37                 |           |                                                                               | 365.220.1484 |
| Direkt Bild zu diesem Denkmal hochladen | Wohnbaufläche             | Salzdamm 39                 |           |                                                                               | 365.220.1485 |
| Direkt Bild zu diesem Denkmal hochladen | Wohnbaufläche/Gartenland  | Salzdamm 40                 |           |                                                                               | 365.220.1486 |
| Direkt Bild zu diesem Denkmal hochladen | Wohnbaufläche             | Salzdamm 41                 |           |                                                                               | 365.220.1487 |
| Direkt Bild zu diesem Denkmal hochladen | Wohnbaufläche/Gartenland  | Salzdamm 42                 |           |                                                                               | 365.220.1488 |
| Direkt Bild zu diesem Denkmal hochladen | Wohnbaufläche             | Salzdamm 43                 |           |                                                                               | 365.220.1489 |
| Direkt Bild zu diesem Denkmal hochladen | Wohnbaufläche             | Salzdamm 44                 |           |                                                                               | 365.220.1490 |
| Direkt Bild zu diesem Denkmal hochladen | Wohnbaufläche             | Salzdamm 45                 |           |                                                                               | 365.220.1491 |
| Direkt Bild zu diesem Denkmal hochladen | Wohnbaufläche/Gartenland  | Salzdamm 47                 |           |                                                                               | 365.220.1492 |
| Direkt Bild zu diesem Denkmal hochladen | Wohnbaufläche             | Salzdamm 48/49              |           |                                                                               | 365.220.1493 |
| Direkt Bild zu diesem Denkmal hochladen | Wohnbaufläche             | Salzdamm 50                 |           |                                                                               | 365.220.1494 |
| Direkt Bild zu diesem Denkmal hochladen | Straße                    | Schenkstraße                |           | Flurstück 4-385                                                               | 365.220.1272 |
| Direkt Bild zu diesem Denkmal hochladen | Industrie und Gewerbe     | Schenkstraße                |           | Flurstück 14-21/147                                                           | 365.220.1273 |
| Direkt Bild zu diesem Denkmal hochladen | Industrie und Handel      | Schenkstraße                |           | Flurstück 14-21/148                                                           | 365.220.1274 |
| Direkt Bild zu diesem Denkmal hochladen | Industrie und Handel      | Schenkstraße                |           | Flurstück 14-21/149                                                           | 365.220.1275 |
| Direkt Bild zu diesem Denkmal hochladen | Gebäude und Freifläche    | Schenkstraße                |           | Flurstück 4-21/399                                                            | 365.220.1276 |
| Direkt Bild zu diesem Denkmal hochladen | Wohnbaufläche             | Schenkstraße 1              |           |                                                                               | 365.220.1277 |
| Direkt Bild zu diesem Denkmal hochladen | Wohnbaufläche             | Schenkstraße 2              |           |                                                                               | 365.220.1278 |
| Direkt Bild zu diesem Denkmal hochladen | Wohnbaufläche             | Schenkstraße 3              |           |                                                                               | 365.220.1279 |
| Direkt Bild zu diesem Denkmal hochladen | Wohnbaufläche             | Schenkstraße 4              |           |                                                                               | 365.220.1280 |
| Direkt Bild zu diesem Denkmal hochladen | Wohnbaufläche             | Schenkstraße 5              |           |                                                                               | 365.220.1281 |
| Direkt Bild zu diesem Denkmal hochladen | Wohnbaufläche             | Schenkstraße 6              |           |                                                                               | 365.220.1282 |
| Direkt Bild zu diesem Denkmal hochladen | Wohnbaufläche             | Schenkstraße 7              |           |                                                                               | 365.220.1283 |
| Direkt Bild zu diesem Denkmal hochladen | Wohnbaufläche             | Schenkstraße 8              |           |                                                                               | 365.220.1284 |
| Direkt Bild zu diesem Denkmal hochladen | Wohnbaufläche             | Schenkstraße 9              |           |                                                                               | 365.220.1285 |
| Direkt Bild zu diesem Denkmal hochladen | Wohnbaufläche             | Schenkstraße 10             |           |                                                                               | 365.220.1286 |
| Direkt Bild zu diesem Denkmal hochladen | Wohnbaufläche             | Schenkstraße 11             |           |                                                                               | 365.220.1287 |
| Direkt Bild zu diesem Denkmal hochladen | Wohnbaufläche             | Schenkstraße 12             |           |                                                                               | 365.220.1288 |
| Direkt Bild zu diesem Denkmal hochladen | Wohnbaufläche             | Schenkstraße 13             |           |                                                                               | 365.220.1289 |
| Direkt Bild zu diesem Denkmal hochladen | Wohnbaufläche             | Schenkstraße 14             |           |                                                                               | 365.220.1290 |
| Direkt Bild zu diesem Denkmal hochladen | Straße                    | Solsteg                     |           | Flurstück 14-373                                                              | 365.220.1244 |
| Direkt Bild zu diesem Denkmal hochladen | Industrie und Gewerbe     | Solsteg                     |           | Flurstück 14-21/202                                                           | 365.220.1245 |
| Direkt Bild zu diesem Denkmal hochladen | Handel und Dienstleistung | Solsteg                     |           | Flurstück 4-21/203                                                            | 365.220.1246 |
| Direkt Bild zu diesem Denkmal hochladen | Wohnbaufläche             | Solsteg 1                   |           |                                                                               | 365.220.1247 |
| Direkt Bild zu diesem Denkmal hochladen | Wohnbaufläche             | Solsteg 2                   |           |                                                                               | 365.220.1248 |
| Direkt Bild zu diesem Denkmal hochladen | Wohnbaufläche             | Solsteg 3                   |           |                                                                               | 365.220.1249 |
| Direkt Bild zu diesem Denkmal hochladen | Wohnbaufläche             | Solsteg 4                   |           |                                                                               | 365.220.1250 |
| Direkt Bild zu diesem Denkmal hochladen | Straße                    | Tränkstraße                 |           | Flurstück 14-377                                                              | 365.220.1241 |
| Direkt Bild zu diesem Denkmal hochladen | Handel und Dienstleistung | Tränkstraße                 |           | ohne Hausnummer, Flurstück 14-21/201                                          | 365.220.1242 |
| Direkt Bild zu diesem Denkmal hochladen | Wohngrundstück            | Tränkstraße 2               |           | Flurstück 14-21/406                                                           | 365.220.1243 |
| Direkt Bild zu diesem Denkmal hochladen | Straße                    | An der Veitskirche          |           | Flurstück                                                                     | 365.220.1269 |
| Direkt Bild zu diesem Denkmal hochladen | Handel und Dienstleistung | An der Veitskirche          |           | Flurstück 14-21/68                                                            | 365.220.1270 |
| Direkt Bild zu diesem Denkmal hochladen | Handel und Dienstleistung | An der Veitskirche          |           | Flurstück 14-116/1                                                            | 365.220.1271 |
| Direkt Bild zu diesem Denkmal hochladen | Straße                    | Werther Straße              |           | Flurstück 14-382                                                              | 365.220.1253 |
| Direkt Bild zu diesem Denkmal hochladen | Wohnbaufläche             | Werther Straße 1            |           |                                                                               | 365.220.1254 |
| Direkt Bild zu diesem Denkmal hochladen | Wohnbaufläche             | Werther Straße 2            |           |                                                                               | 365.220.1255 |
| Direkt Bild zu diesem Denkmal hochladen | Wohnbaufläche             | Werther Straße 3            |           |                                                                               | 365.220.1256 |
| Direkt Bild zu diesem Denkmal hochladen | Wohnbaufläche             | Werther Straße 4            |           |                                                                               | 365.220.1257 |
| Direkt Bild zu diesem Denkmal hochladen | Wohnbaufläche             | Werther Straße 5            |           |                                                                               | 365.220.1258 |
| Direkt Bild zu diesem Denkmal hochladen | Wohnbaufläche             | Werther Straße 6            |           |                                                                               | 365.220.1259 |
| Direkt Bild zu diesem Denkmal hochladen | Wohnbaufläche             | Werther Straße 8            |           |                                                                               | 365.220.1260 |
| Direkt Bild zu diesem Denkmal hochladen | Wohnbaufläche             | Werther Straße 9            |           |                                                                               | 365.220.1261 |
| Direkt Bild zu diesem Denkmal hochladen | Wohnbaufläche             | Werther Straße 10           |           |                                                                               | 365.220.1262 |
| Direkt Bild zu diesem Denkmal hochladen | Wohnbaufläche             | Werther Straße 11           |           |                                                                               | 365.220.1263 |
| Direkt Bild zu diesem Denkmal hochladen | Wohnbaufläche             | Werther Straße 13           |           |                                                                               | 365.220.1264 |
| Direkt Bild zu diesem Denkmal hochladen | Wohnbaufläche             | Werther Straße 14           |           |                                                                               | 365.220.1265 |
| Direkt Bild zu diesem Denkmal hochladen | Wohnbaufläche             | Werther Straße 15           |           |                                                                               | 365.220.1266 |
| Direkt Bild zu diesem Denkmal hochladen | Wohnbaufläche             | Werther Straße 16           |           |                                                                               | 365.220.1267 |
| Direkt Bild zu diesem Denkmal hochladen | Wohnbaufläche             | Werther Straße 17           |           |                                                                               | 365.220.1268 |

### Gruppe: Marktplatz – Artern
Die Gruppe „Marktplatz – Artern“ hat die ID 365.220.9984 und besteht aus:
- Markt
- Harzstraße 22
- Hinterm Rathaus

| Bild                                    | Bezeichnung                 | Lage                      | Datierung | Beschreibung                                      | ID           |
| --------------------------------------- | --------------------------- | ------------------------- | --------- | ------------------------------------------------- | ------------ |
| Direkt Bild zu diesem Denkmal hochladen | Wohn- und Bürogebäude       | Markt 1                   |           | Markt 1 wird auch als Einzeldenkmal geführt       | 365.220.9985 |
| Direkt Bild zu diesem Denkmal hochladen | Wohn- und Geschäftshaus     | Markt 2                   |           |                                                   | 365.220.9983 |
| Direkt Bild zu diesem Denkmal hochladen | Wohnhaus                    | Markt 3                   |           |                                                   | 365.220.9982 |
| Direkt Bild zu diesem Denkmal hochladen | Wohn- und Geschäftshaus     | Markt 4                   |           |                                                   | 365.220.9981 |
| Direkt Bild zu diesem Denkmal hochladen | Wohn- und Geschäftshaus     | Markt 5                   |           |                                                   | 365.220.9980 |
| Direkt Bild zu diesem Denkmal hochladen | Wohn- und Geschäftshaus     | Markt 6                   |           |                                                   | 365.220.9979 |
| Direkt Bild zu diesem Denkmal hochladen | Wohn- und Geschäftshaus     | Markt 8                   |           |                                                   | 365.220.9978 |
| Direkt Bild zu diesem Denkmal hochladen | Wohn- und Geschäftshaus     | Markt 9                   |           |                                                   | 365.220.9977 |
| Direkt Bild zu diesem Denkmal hochladen | Wohn- und Geschäftshaus     | Markt 10                  |           |                                                   | 365.220.9976 |
| Direkt Bild zu diesem Denkmal hochladen | Wohn- und Geschäftshaus     | Markt 11                  |           |                                                   | 365.220.9975 |
| Direkt Bild zu diesem Denkmal hochladen | Wohn- und Geschäftshaus     | Markt 12                  |           |                                                   | 365.220.9974 |
| Direkt Bild zu diesem Denkmal hochladen | Wohn- und Geschäftshaus     | Markt 13                  |           |                                                   | 365.220.9973 |
| weitere Bilder Fotos hochladen          | Rathaus                     | Markt 14 (Karte)          | 1906      | Markt 2 wird auch als Einzeldenkmal geführt       | 365.220.9988 |
| Fotos hochladen                         | Wohn- und Geschäftshaus     | Harzstraße 22 (Karte)     |           | Harzstraße 22 wird auch als Einzeldenkmal geführt | 365.220.9992 |
| Fotos hochladen                         | Wohnhaus                    | Hinterm Rathaus 1 (Karte) |           |                                                   | 365.220.9972 |
| Direkt Bild zu diesem Denkmal hochladen | Wohn- und Geschäftshaus     | Hinterm Rathaus 2         |           |                                                   | 365.220.9971 |
| Direkt Bild zu diesem Denkmal hochladen | erloschen, jetzt Haus-Nr. 4 | Hinterm Rathaus 3         |           | erloschen, jetzt Haus-Nr. 4                       | 365.220.9970 |
| Direkt Bild zu diesem Denkmal hochladen | Wohn- und Geschäftshaus     | Hinterm Rathaus 4         |           |                                                   | 365.220.9969 |

### Gruppe: Wasserstraße – Artern
Die Gruppe „Wasserstraße – Artern“ hat die ID 365.220.0068.

| Bild                                    | Bezeichnung             | Lage                    | Datierung | Beschreibung                                        | ID           |
| --------------------------------------- | ----------------------- | ----------------------- | --------- | --------------------------------------------------- | ------------ |
| Direkt Bild zu diesem Denkmal hochladen | Wohn- und Geschäftshaus | Wasserstraße 1          |           |                                                     | 365.220.9964 |
| Direkt Bild zu diesem Denkmal hochladen | Wohn- und Geschäftshaus | Wasserstraße 2          |           |                                                     | 365.220.9963 |
| Direkt Bild zu diesem Denkmal hochladen | Wohn- und Geschäftshaus | Wasserstraße 3          |           |                                                     | 365.220.9962 |
| Direkt Bild zu diesem Denkmal hochladen | Wohn- und Geschäftshaus | Wasserstraße 4          |           |                                                     | 365.220.9961 |
| Direkt Bild zu diesem Denkmal hochladen | Wohn- und Geschäftshaus | Wasserstraße 5          |           |                                                     | 365.220.9960 |
| Direkt Bild zu diesem Denkmal hochladen | Wohn- und Geschäftshaus | Wasserstraße 6          |           |                                                     | 365.220.9959 |
| Direkt Bild zu diesem Denkmal hochladen | Wohn- und Geschäftshaus | Wasserstraße 7          |           |                                                     | 365.220.9958 |
| Direkt Bild zu diesem Denkmal hochladen | Wohnhaus                | Wasserstraße 8          |           |                                                     | 365.220.9957 |
| Fotos hochladen                         | Wohnhaus                | Wasserstraße 9 (Karte)  |           |                                                     | 365.220.9956 |
| Direkt Bild zu diesem Denkmal hochladen | Wohn- und Geschäftshaus | Wasserstraße 10         |           |                                                     | 365.220.9955 |
| Direkt Bild zu diesem Denkmal hochladen | Wohn- und Geschäftshaus | Wasserstraße 11         |           |                                                     | 365.220.9954 |
| Direkt Bild zu diesem Denkmal hochladen | Wohn- und Geschäftshaus | Wasserstraße 12         |           | Wasserstraße 12 wird auch als Einzeldenkmal geführt | 5.220.9967   |
| Direkt Bild zu diesem Denkmal hochladen | Wohn- und Geschäftshaus | Wasserstraße 13         |           |                                                     | 365.220.9953 |
| Direkt Bild zu diesem Denkmal hochladen | Wohnhaus                | Wasserstraße 14         |           |                                                     | 365.220.9952 |
| Direkt Bild zu diesem Denkmal hochladen | Wohn- und Geschäftshaus | Wasserstraße 15         |           |                                                     | 365.220.9951 |
| Direkt Bild zu diesem Denkmal hochladen | Generationen-Wohnen     | Wasserstraße 15a        |           |                                                     | 365.220.9950 |
| Direkt Bild zu diesem Denkmal hochladen | Wohn- und Geschäftshaus | Wasserstraße 16/17      |           |                                                     | 365.220.9949 |
| Fotos hochladen                         | Wohn- und Geschäftshaus | Wasserstraße 18 (Karte) |           |                                                     | 365.220.9948 |
| Direkt Bild zu diesem Denkmal hochladen | Wohn- und Geschäftshaus | Wasserstraße 19         |           |                                                     | 365.220.9947 |
| Fotos hochladen                         | Ehem. Wassermühle/WH    | Wasserstraße 20 (Karte) |           | Wasserstraße 20 wird auch als Einzeldenkmal geführt | 365.220.9966 |
| Direkt Bild zu diesem Denkmal hochladen | Wohn- und Geschäftshaus | Wasserstraße 21         |           |                                                     | 365.220.9945 |
| Direkt Bild zu diesem Denkmal hochladen | Wohnhaus                | Wasserstraße 22         |           |                                                     | 365.220.9944 |
| Direkt Bild zu diesem Denkmal hochladen | Wohn- und Geschäftshaus | Wasserstraße 23         |           |                                                     | 365.220.9943 |
| Fotos hochladen                         | Wohnhaus                | Wasserstraße 24         |           | Wasserstraße 24 wird auch als Einzeldenkmal geführt | 365.220.9965 |
| Direkt Bild zu diesem Denkmal hochladen | Wohnhaus                | Wasserstraße 25         |           |                                                     | 365.220.9943 |
| Direkt Bild zu diesem Denkmal hochladen | Wohn- und Geschäftshaus | Wasserstraße 26         |           |                                                     | 365.220.9942 |